# Malapandaram
Malapandaram (malapantaram), ett dravidiskt språk, talat i distrikten Kottayam, Ernakulam och Quilon i delstaten Kerala, samt i delstaten Tamil Nadu, i Indien av en s.k. scheduled tribe med samma namn.  Språket är förståeligt för malayalamtalande, och dess status som språk och inte dialekt är politiskt avhängig. Språket talades 1981 av drygt 3 000 personer.